# ريكاردو بورجو
ريكاردو بورجو هو لاعب كرة قدم إيطالي في مركز الوسط، ولد في 5 مايو 2001 في ماجينتا في إيطاليا.

## وصلات خارجية
- ريكاردو بورجو على موقع قاعدة بيانات كرة القدم.إي يو (الإنجليزية)
- ريكاردو بورجو على موقع Soccerway.com (الإنجليزية)
- ريكاردو بورجو على موقع عالم كرة القدم.نت (الإنجليزية)